# Kolej linowo-terenowa na Górę Parkową
Kolej linowo-terenowa na Górę Parkową – całoroczna kolej linowo-terenowa z Krynicy-Zdroju na Górę Parkową, w Beskidzie Sądeckim. Została wybudowana w 1937, jako pierwsza w Polsce kolej tego typu, przez firmę Von Roll Bern ze Szwajcarii. Operatorem kolei są Polskie Koleje Linowe S.A.

## Historia
Kolej na Górę Parkową wybudowano na zlecenie Ligi Popierania Turystyki. Poświęcono i uruchomiono ją 8 grudnia 1937. Architektura dolnej i górnej stacji kolejki stanowi przykład awangardowego modernizmu. Górna stacja została wyposażona w taras widokowy na dachu, będący jednocześnie kawiarnią. Taras znajdował się dokładnie nad peronem kolei i zapewniał piękną panoramę całej Krynicy. W latach 80. XX wieku, przy okazji remontu, usunięto taras i zainstalowano zwykły pochyły blaszany dach.
Od 15 kwietnia 1945 kolej znajdowała się pod przymusowym zarządem państwowym sprawowanym przez Ministerstwo Komunikacji, początkowo przez jego Departament Ogólny, a od 9 sierpnia 1945 Wydział Turystyki Ogólnej i Akwizycji.

## Dane techniczne
| Kolej linowo-terenowa                 | na Górę Parkową |
| ------------------------------------- | --------------- |
| Długość trasy [m]                     | 642             |
| Poziom stacji dolnej [m n.p.m.]       | 584,2           |
| Poziom stacji górnej [m n.p.m.]       | 732,8           |
| Różnica poziomów [m]                  | 148,6           |
| Liczba wagonów                        | 2               |
| Liczba miejsc w wagonie               | 50              |
| Zdolność przewozowa [osób na godzinę] | 500             |

## Galeria

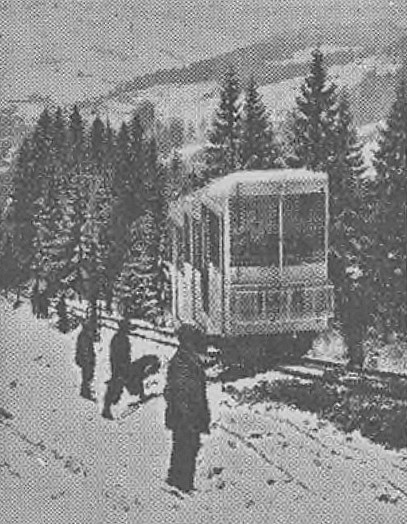
Kolej w czasie otwarcia (1937)
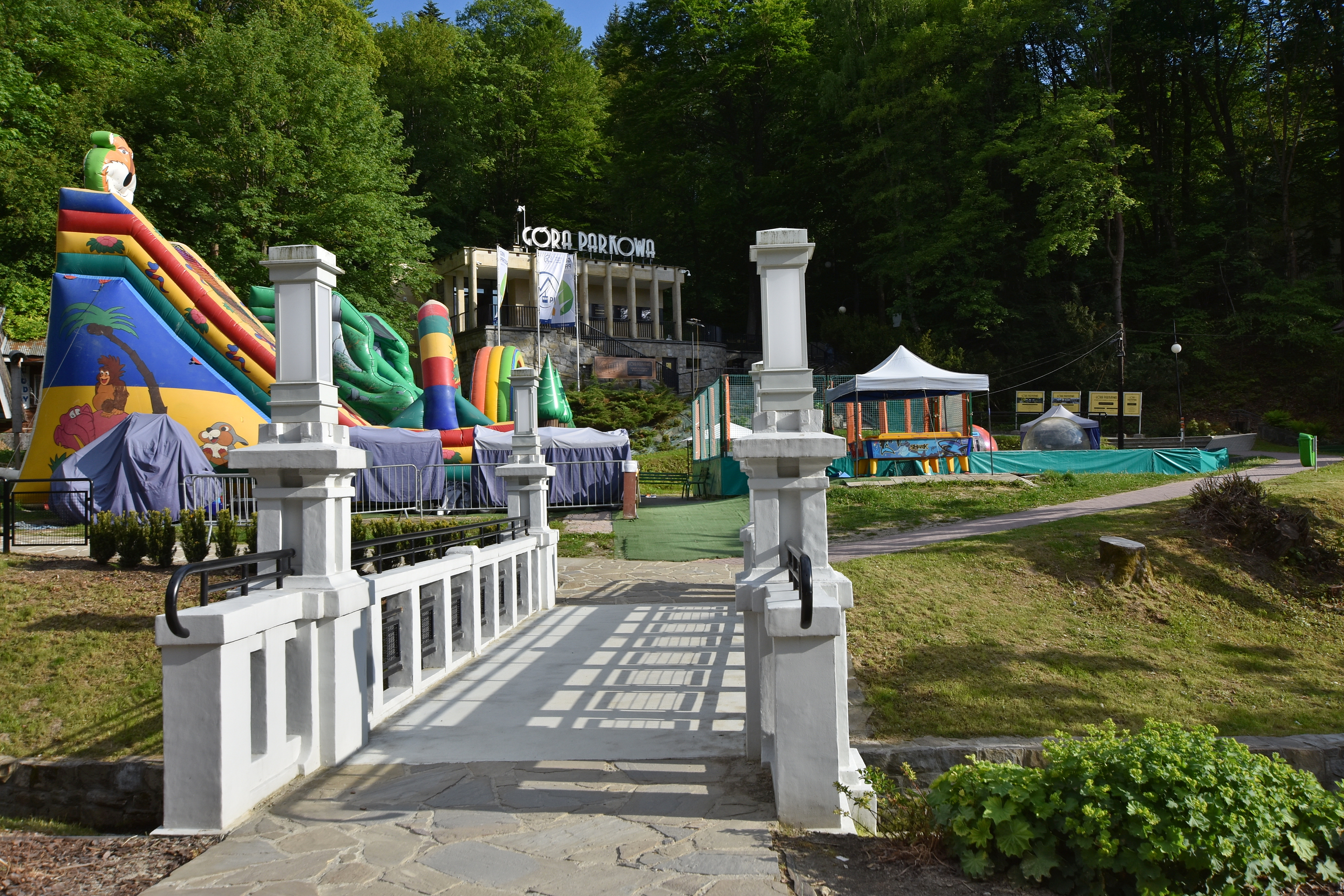
Wejście na teren dolnej stacji
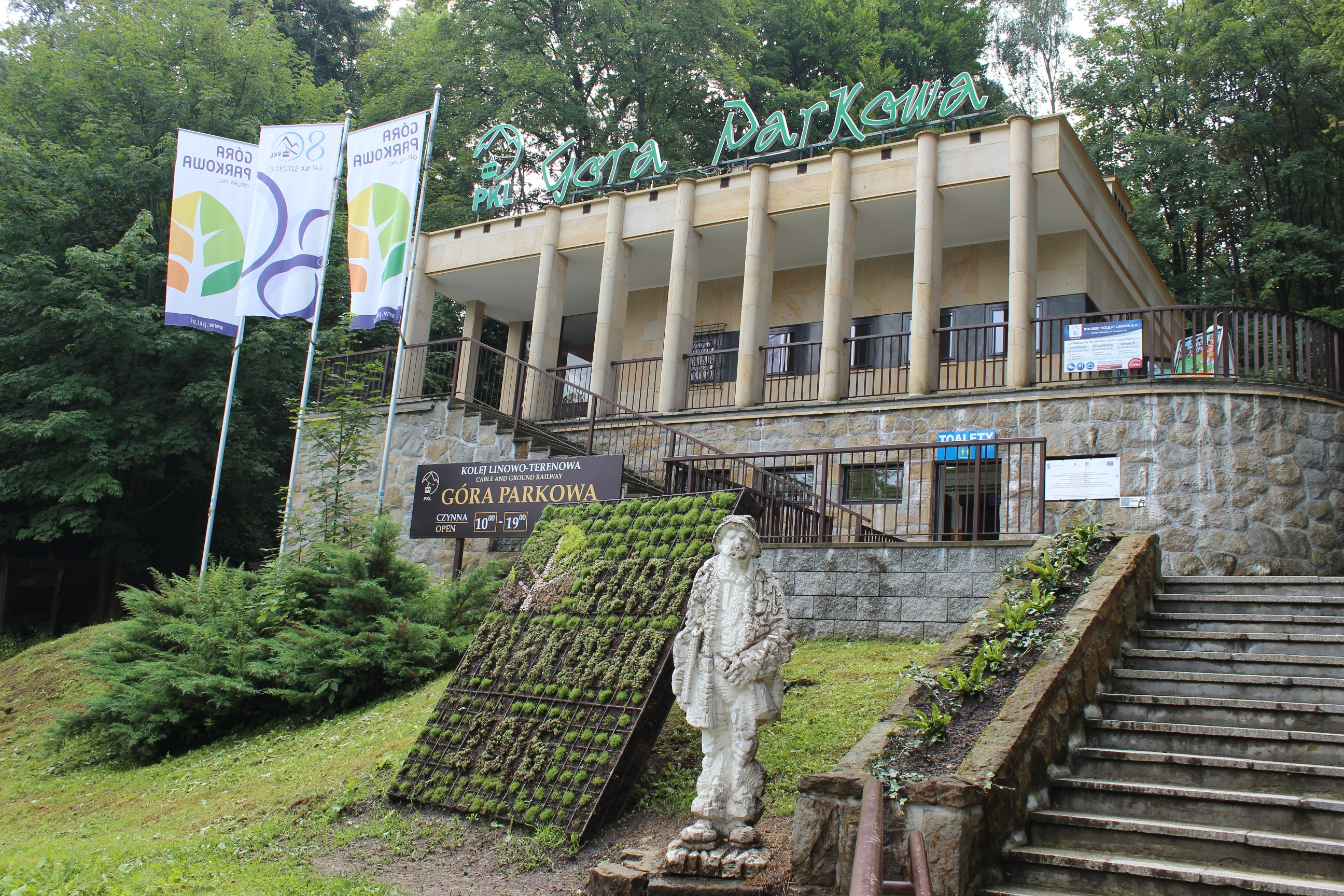
Budynek dolnej stacji
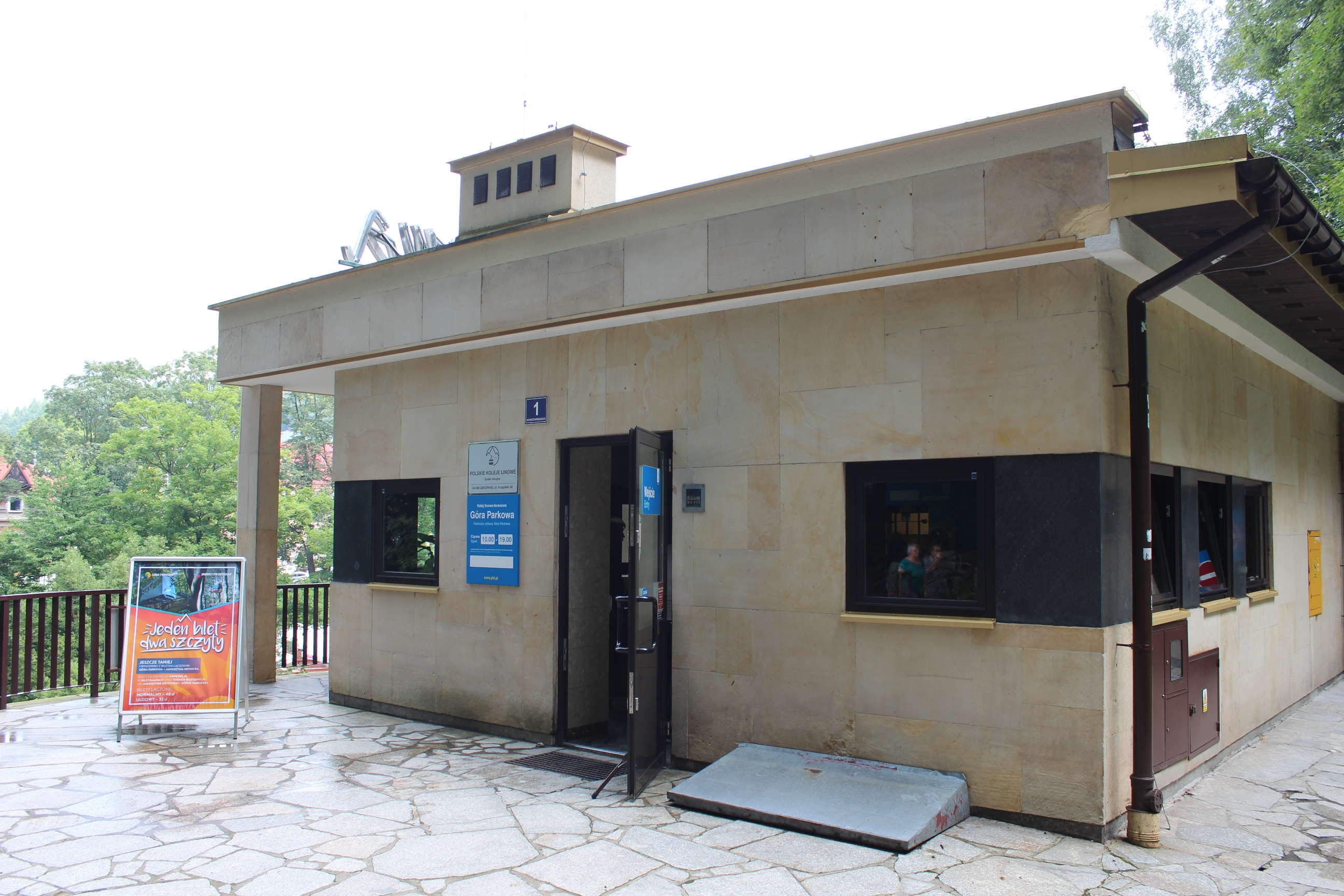
Wejście do budynku dolnej stacji
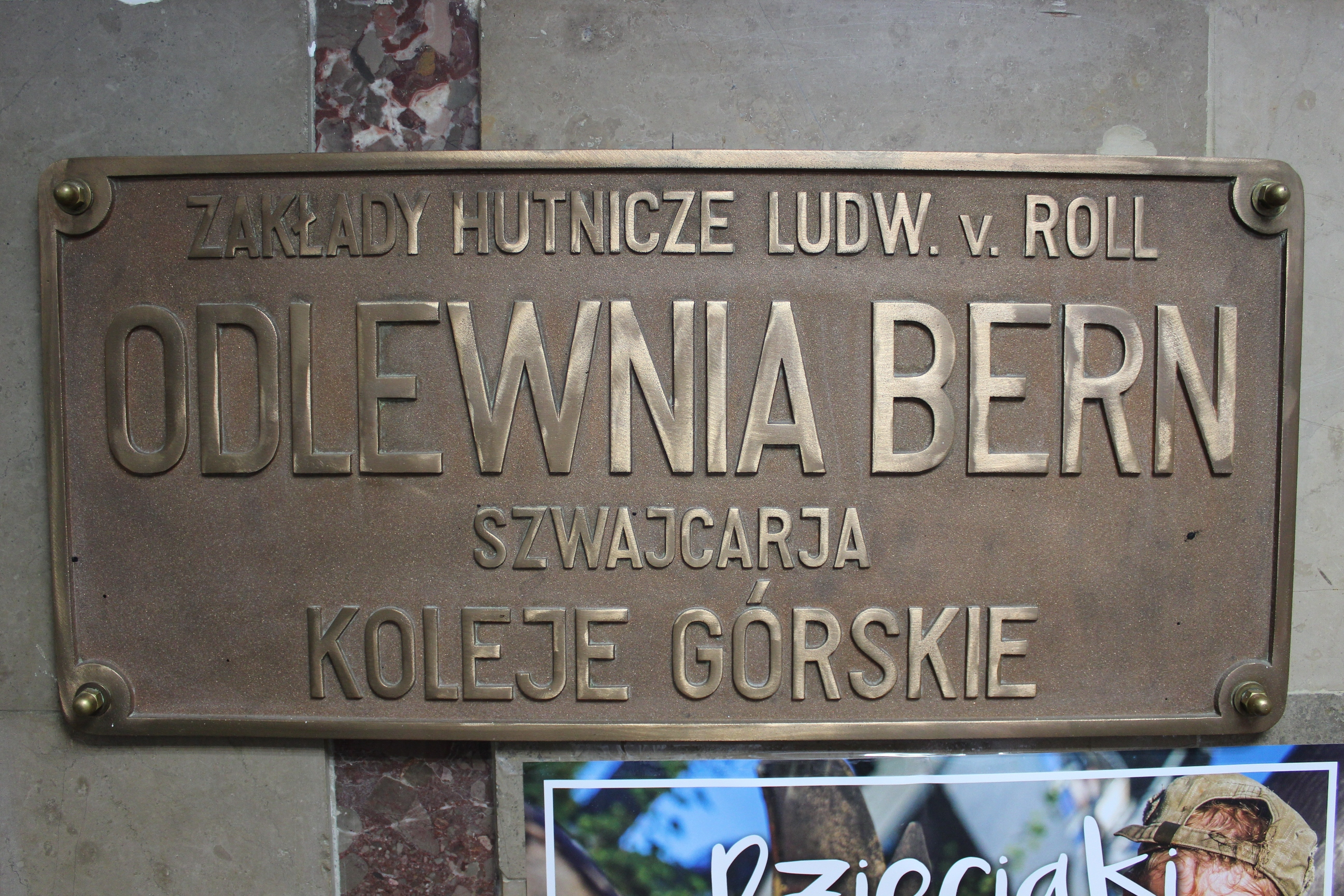
Metalowa tablica z nazwą producenta kolei, w budynku dolnej stacji
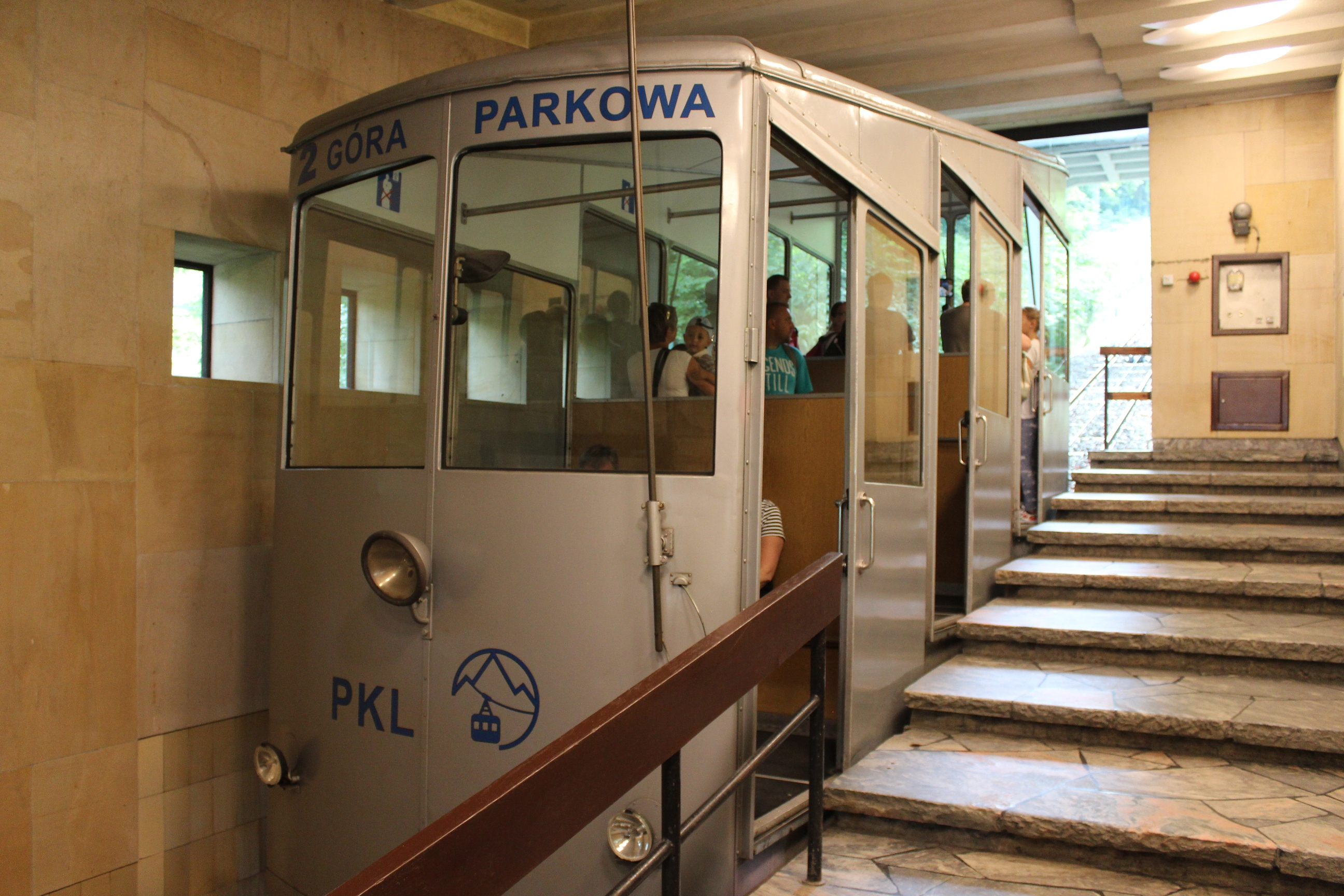
Peron na dolnej stacji
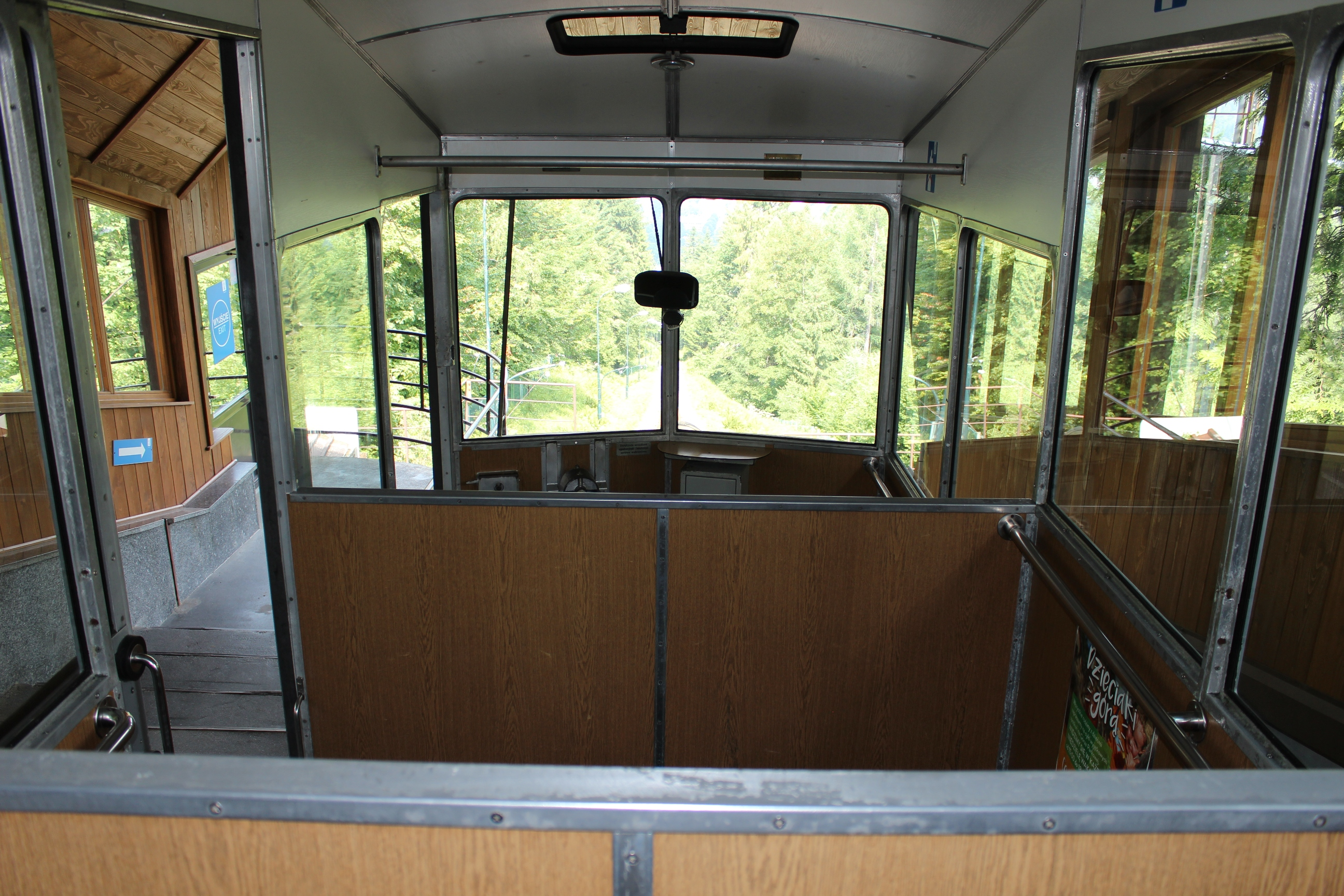
Wnętrze wagonu
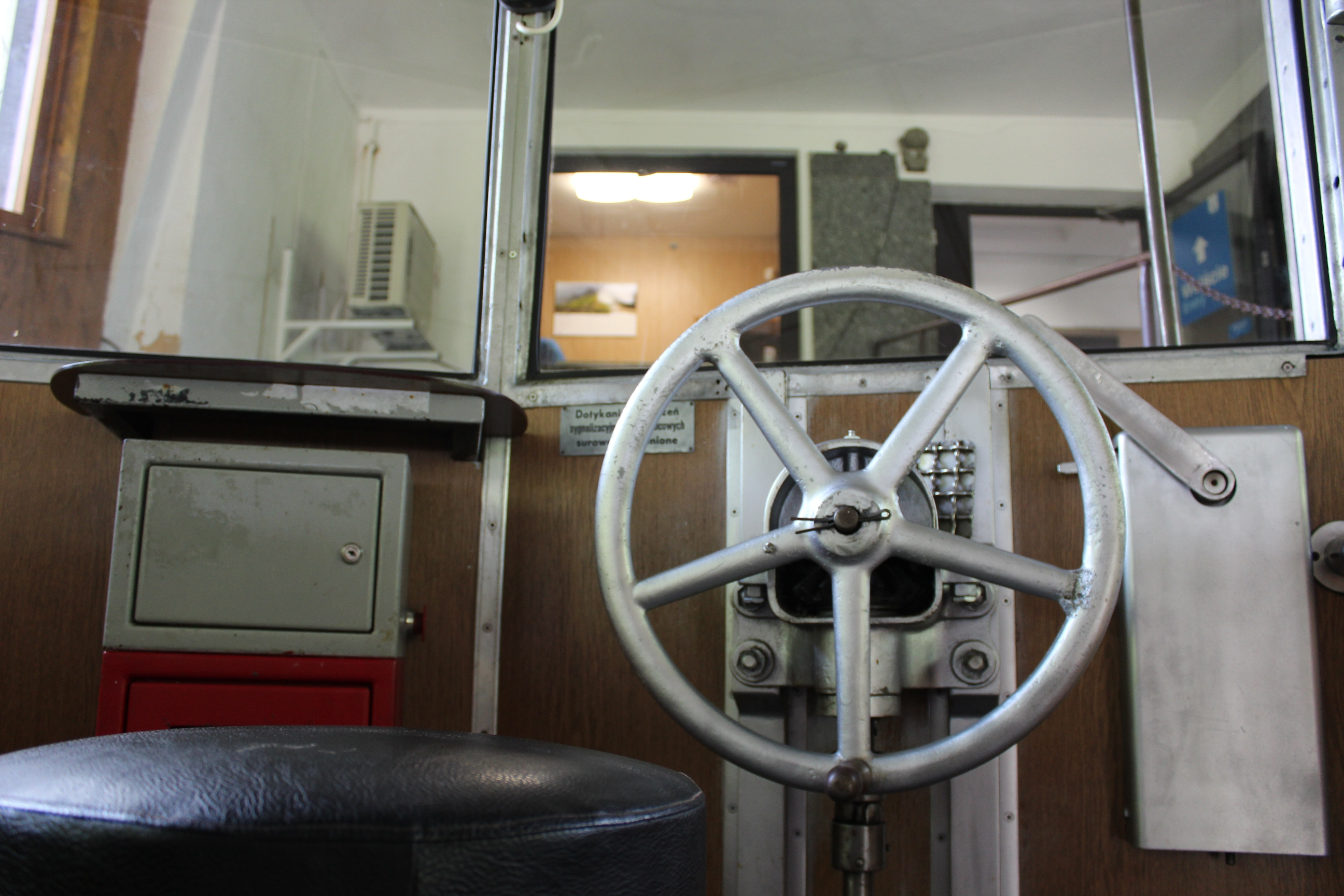
Urządzenia sterujące
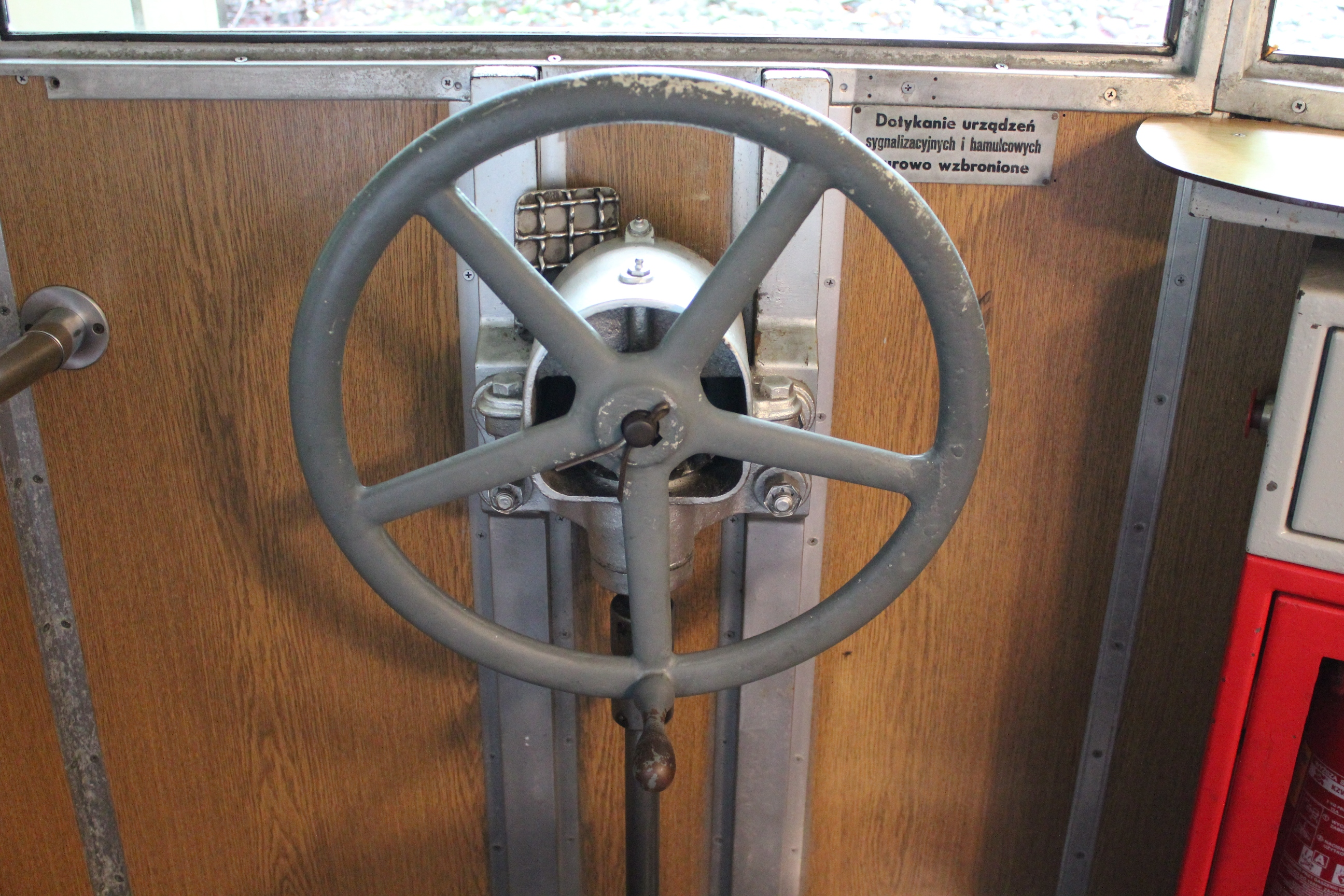
Urządzenia sterujące
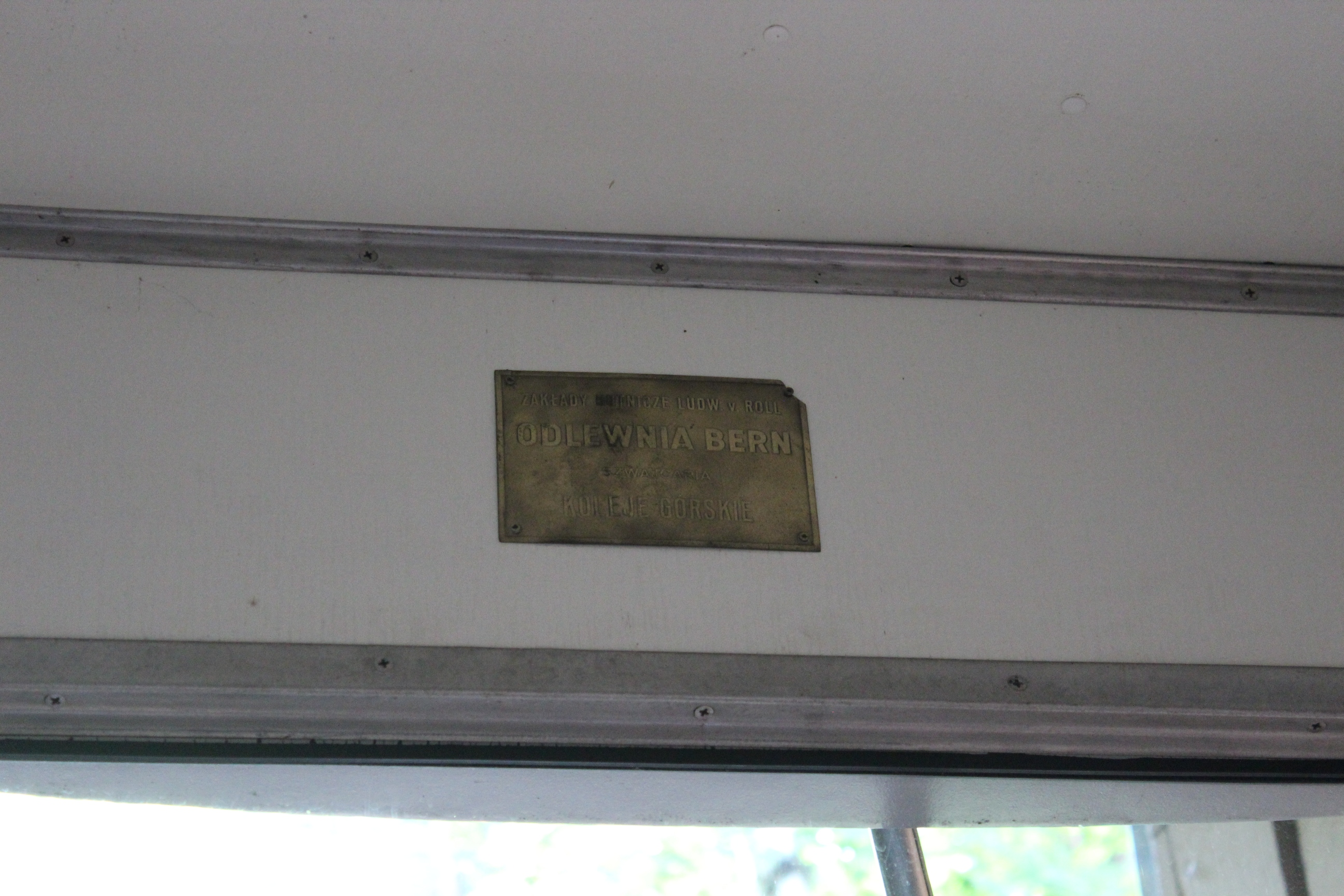
Tabliczka z nazwą producenta kolei, w wagonie
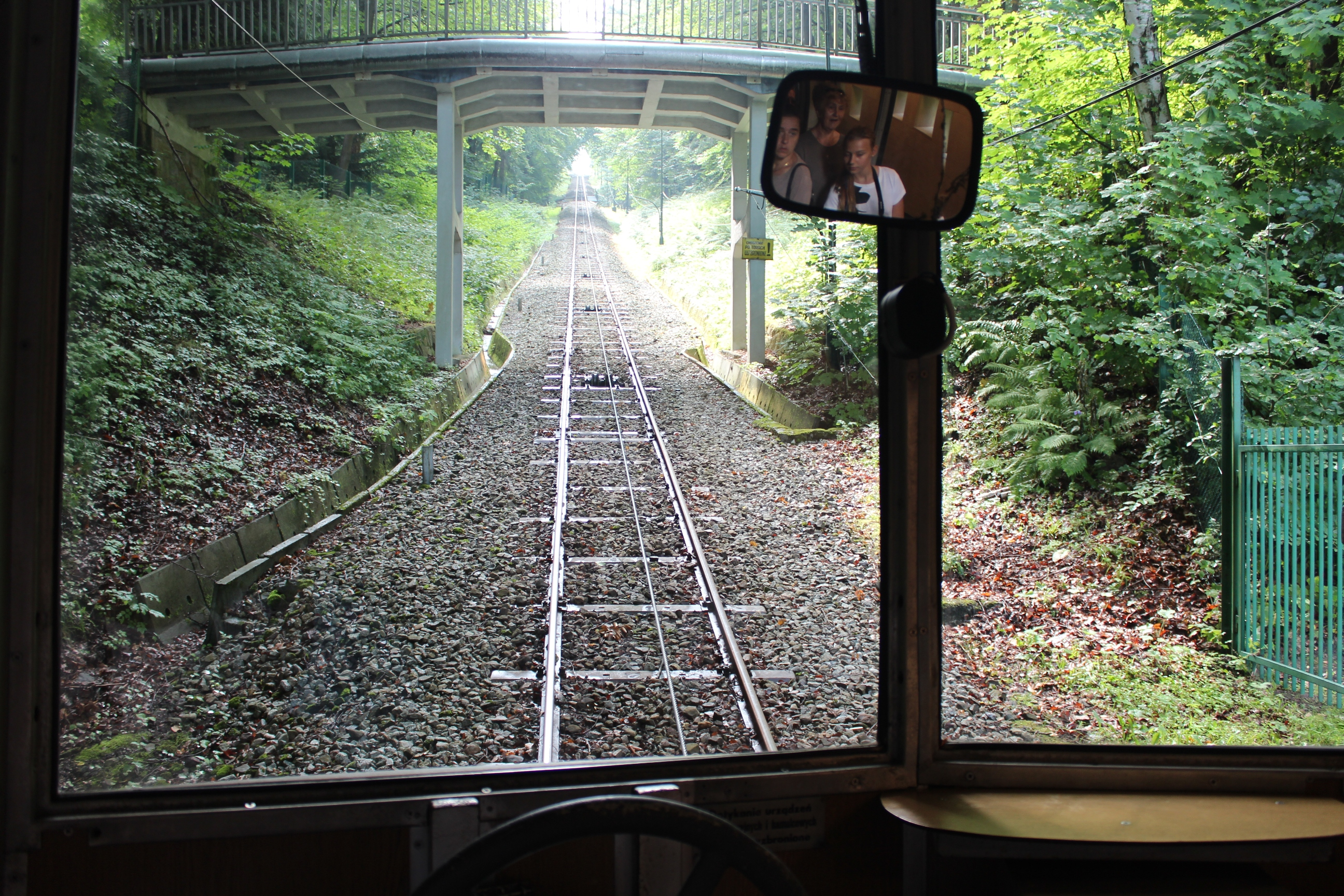
Wiadukt na torem kolei
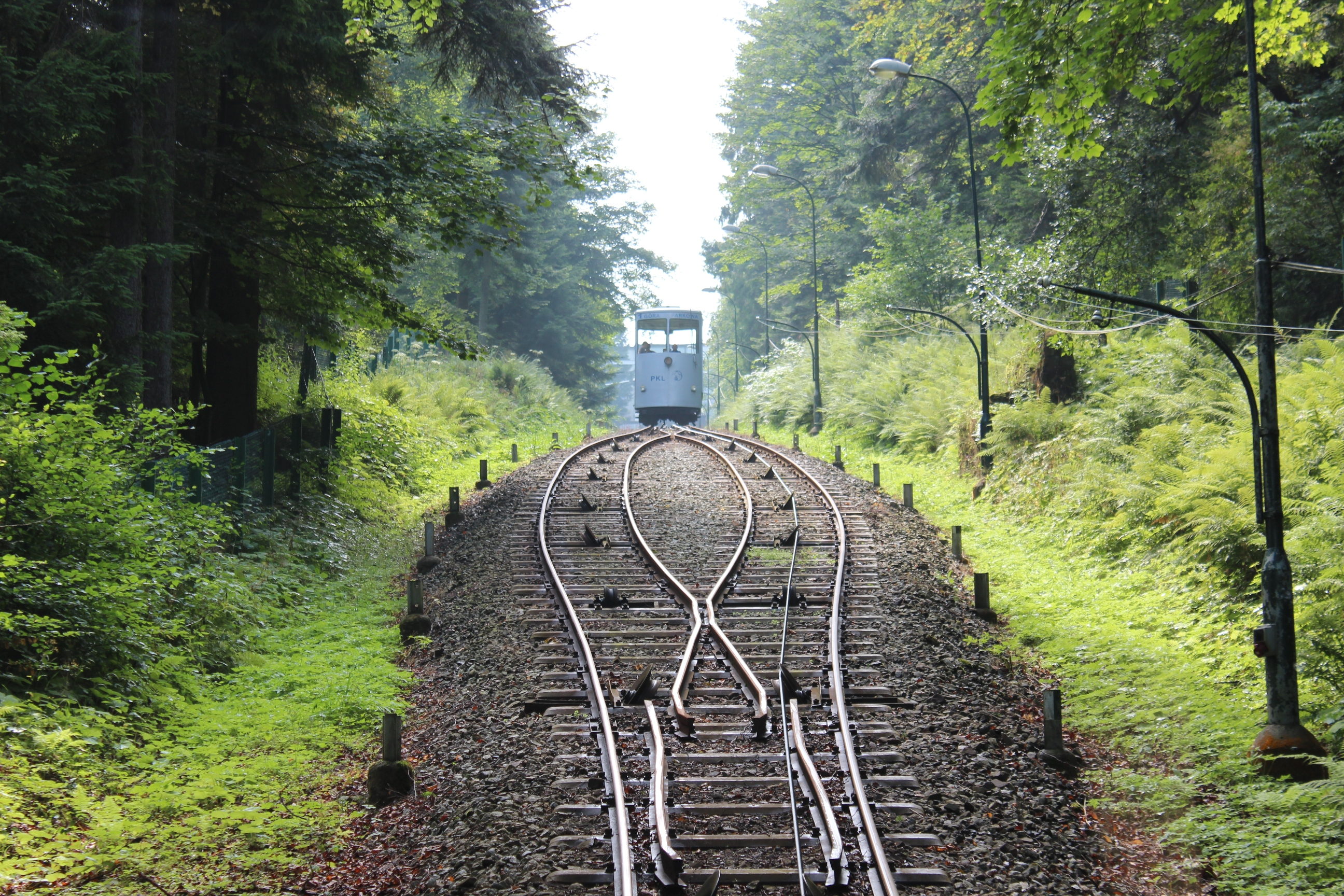
Mijanka w połowie trasy
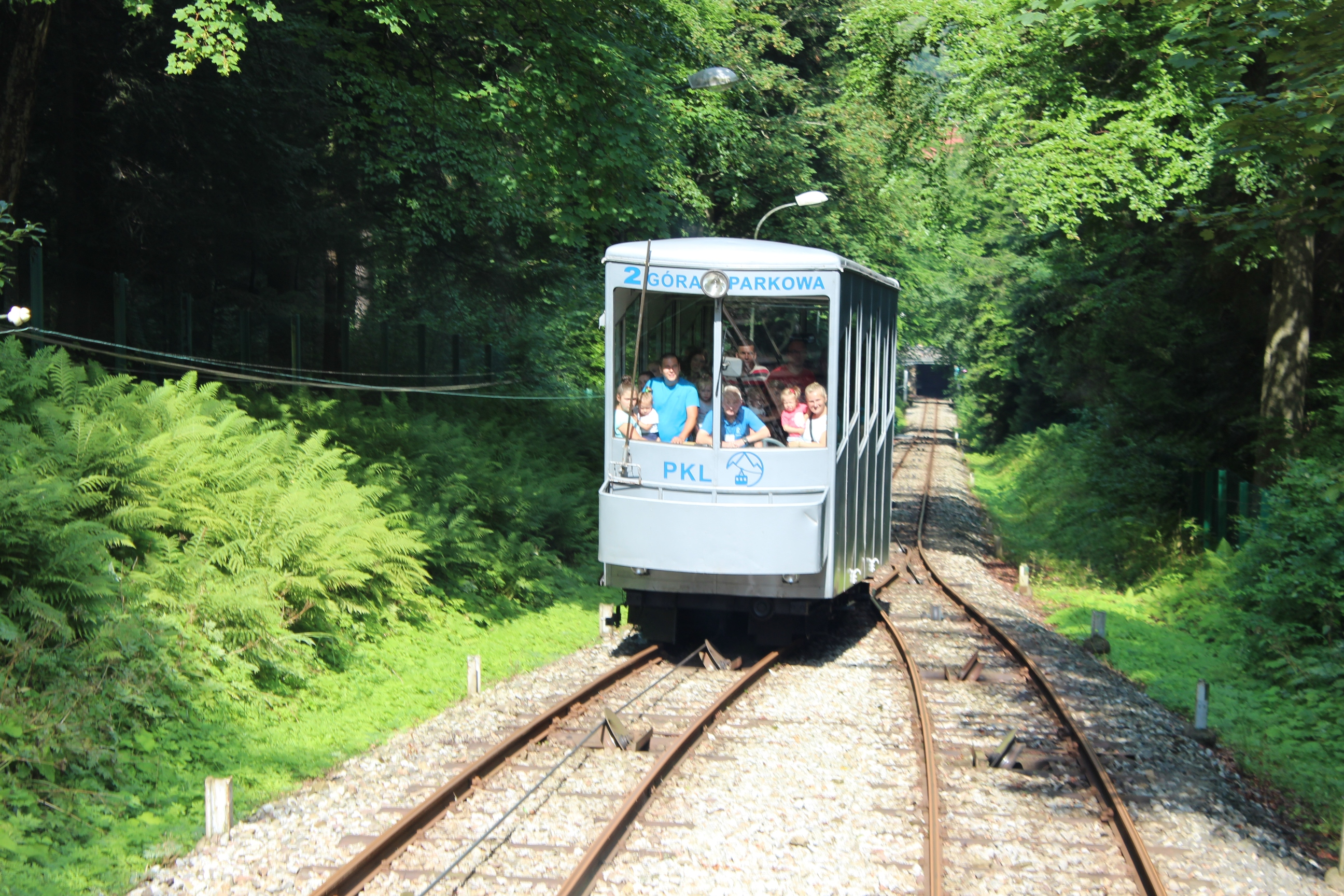
Mijanka w połowie trasy
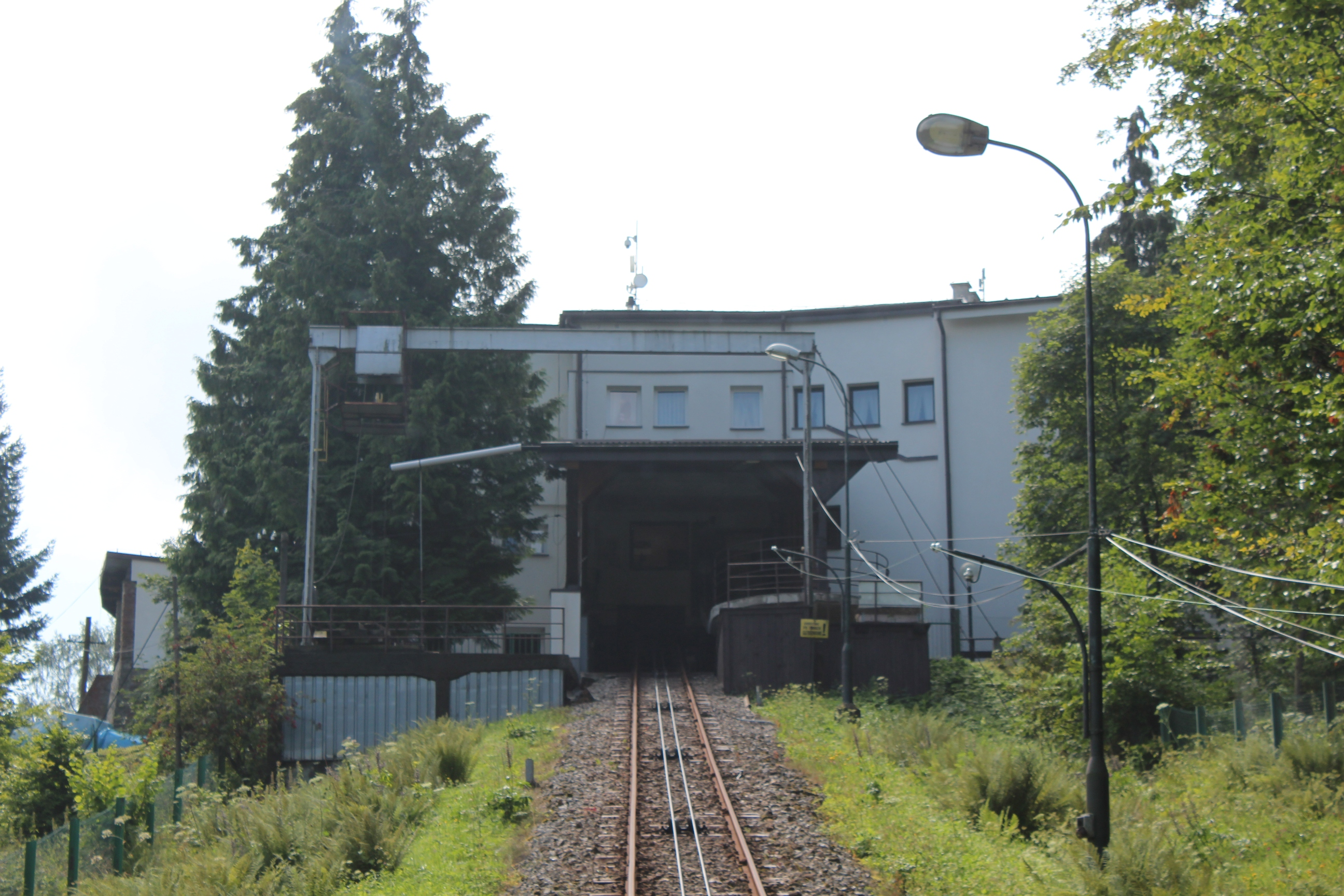
Budynek górnej stacji
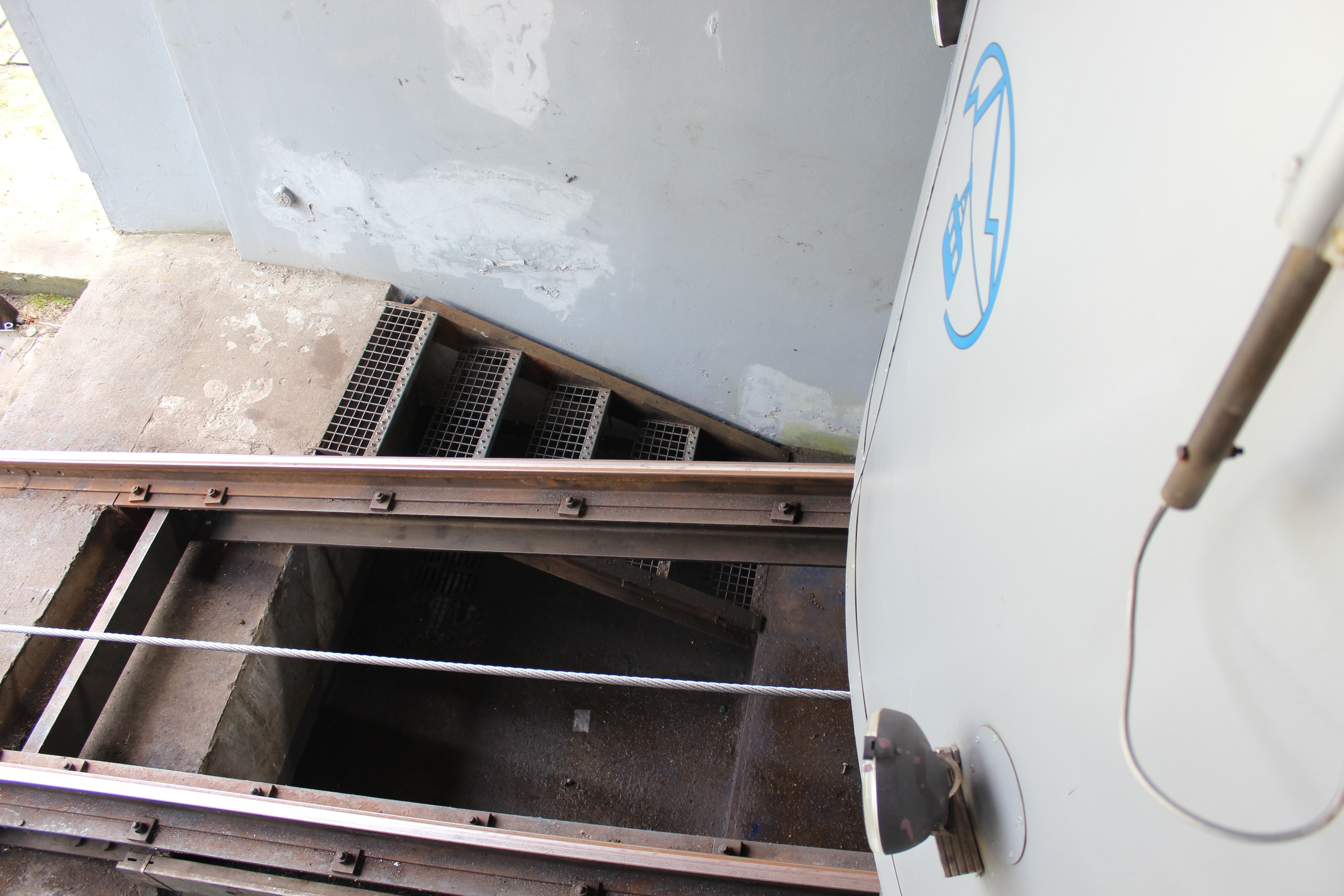
Tor
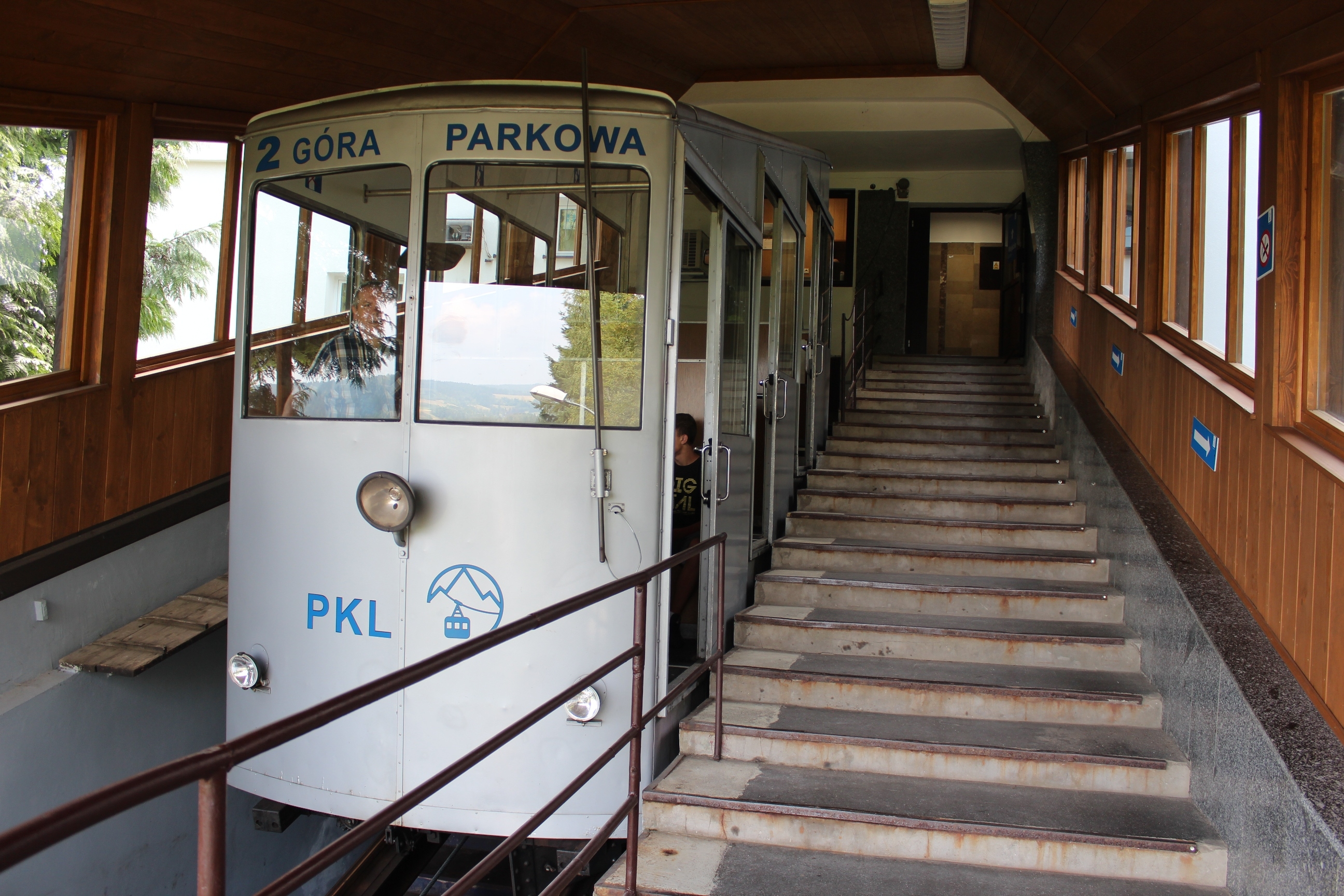
Peron na górnej stacji
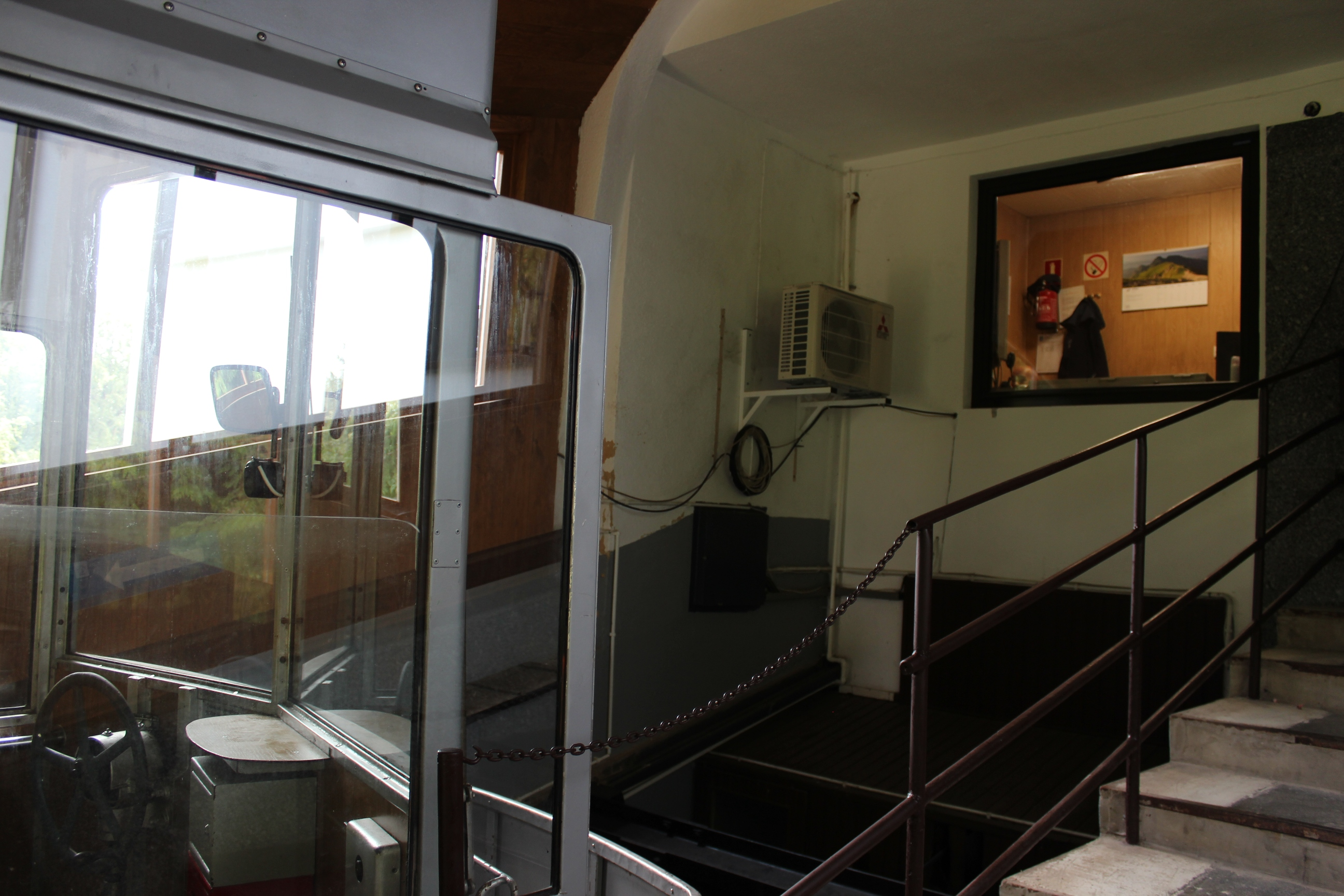
Pomieszczenie obsługi górnej stacji
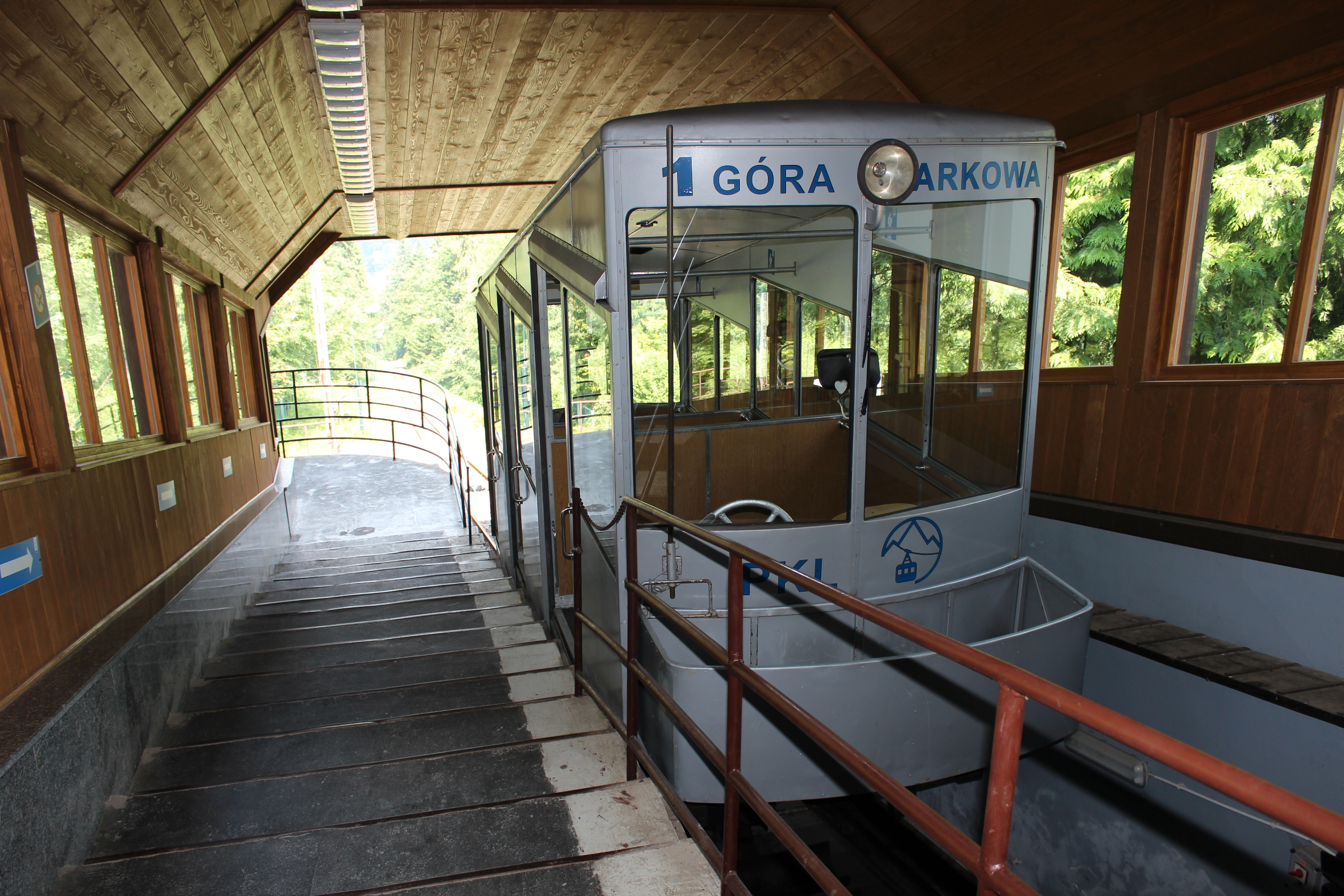
Peron na górnej stacji
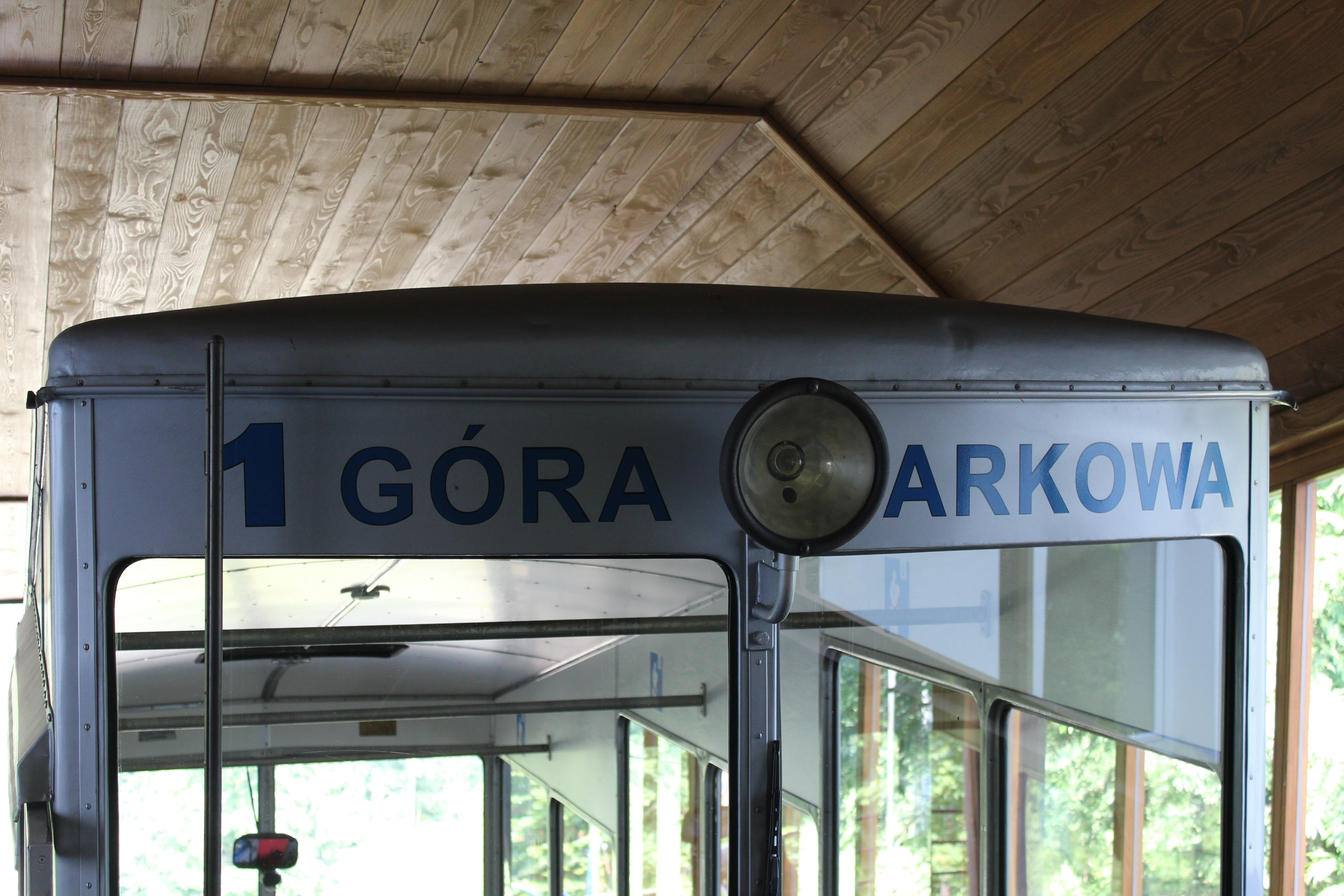
Oznaczenie wagonu
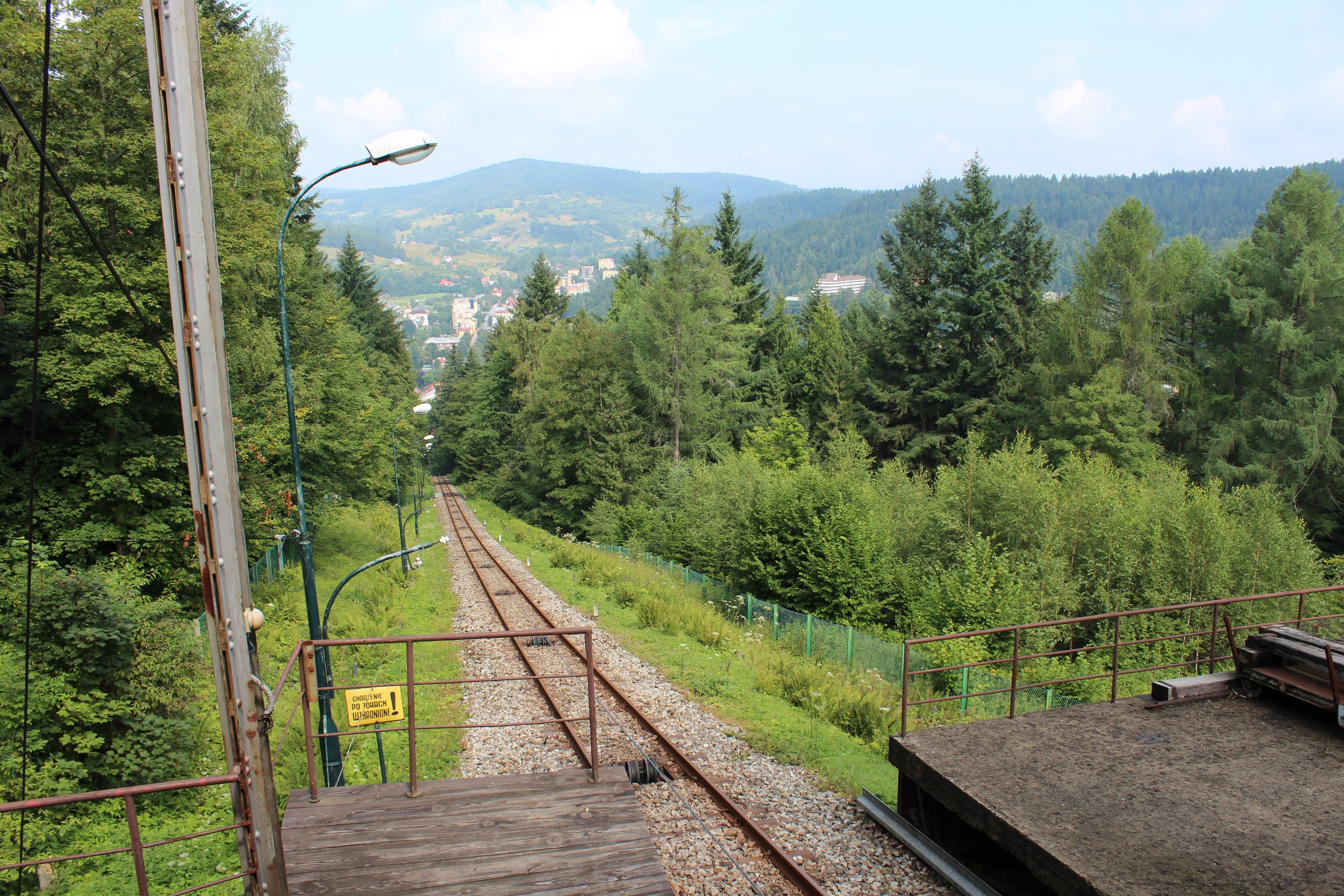
Widok w kierunku Krynicy-Zdroju
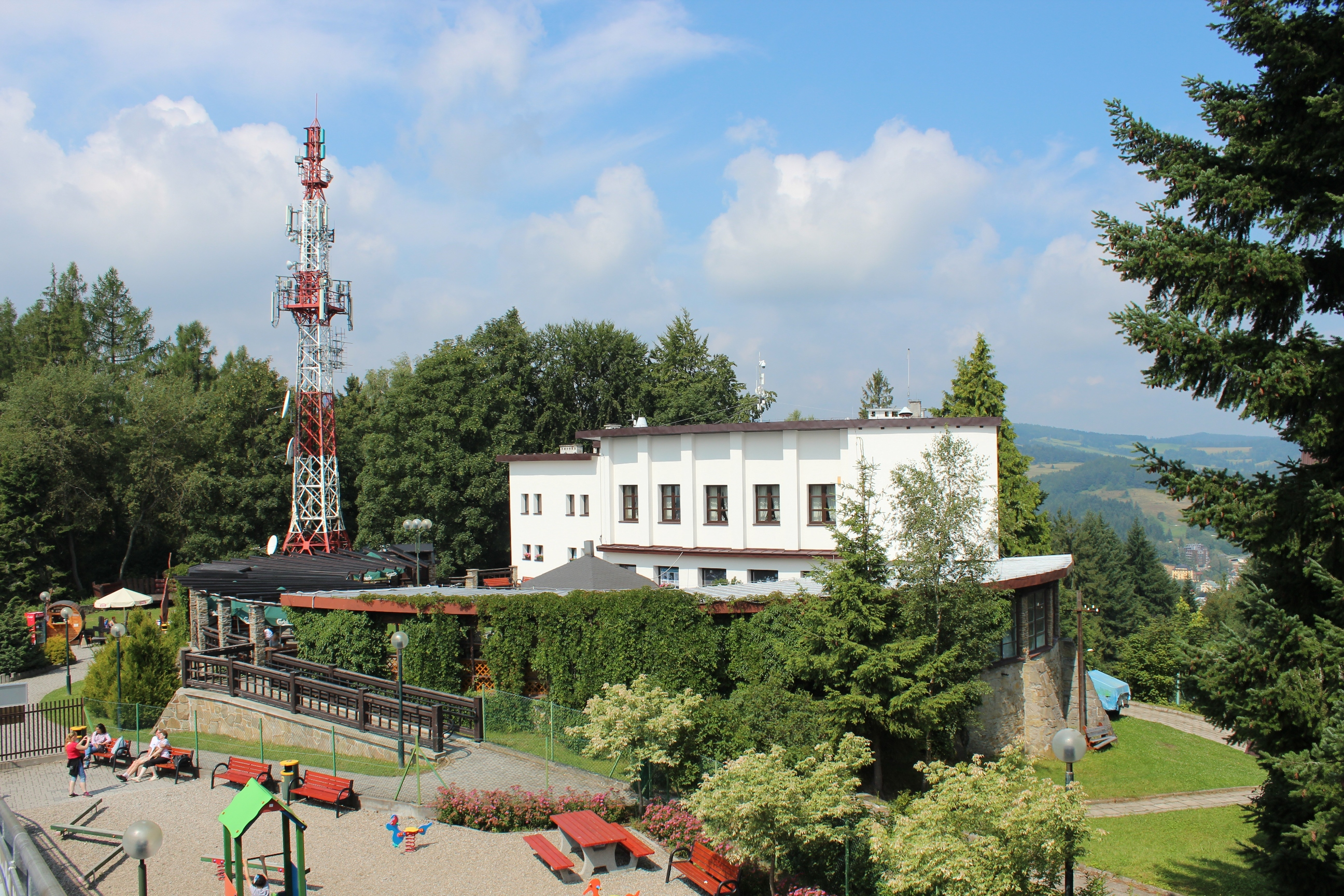
Budynek górnej stacji
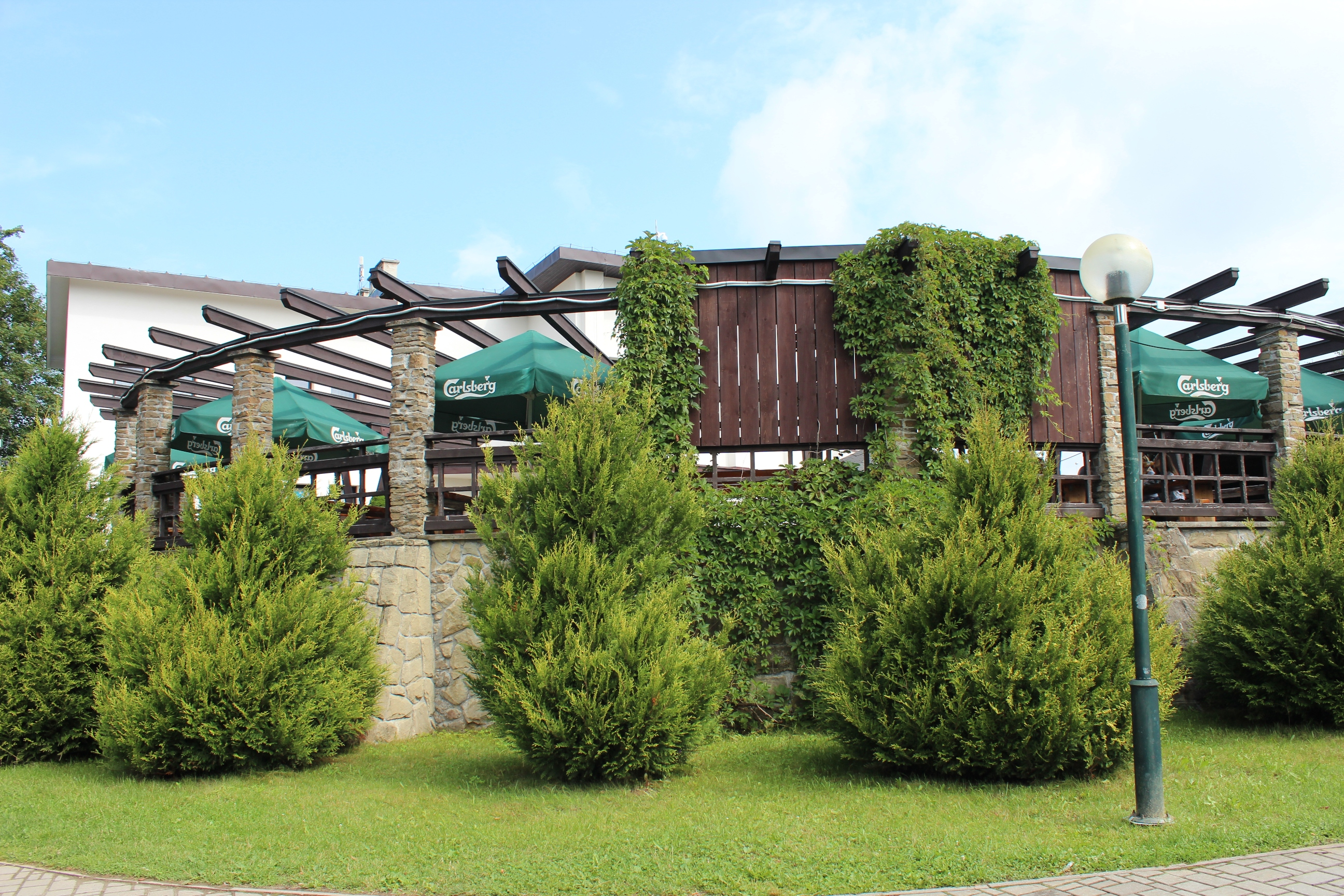
Pergola przy górnej stacji
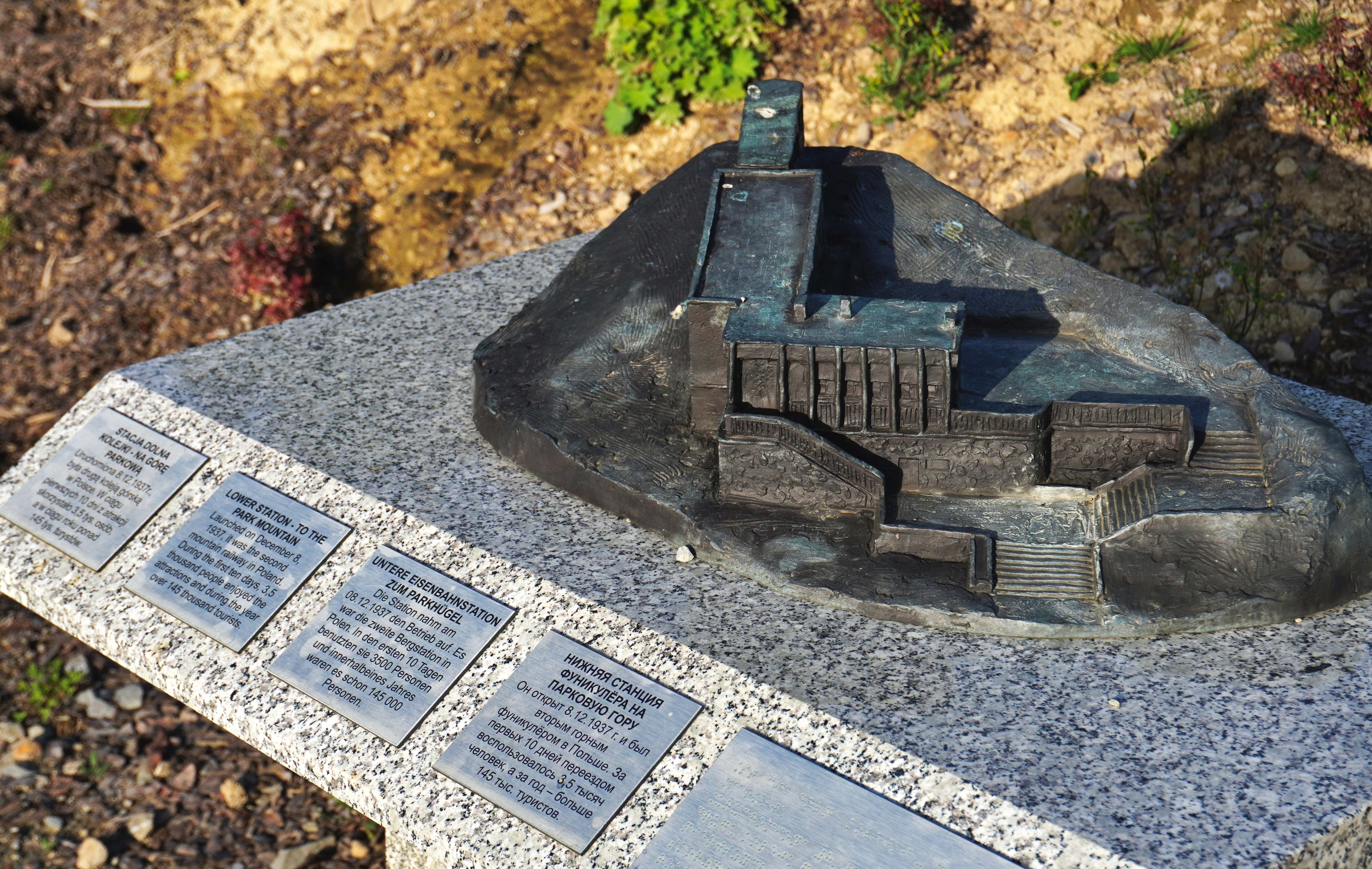
Model budynku dolnej stacji kolei w Ogrodzie Żywiołów w Parku Zdrojowym